# Basílica de Nuestra Señora de la Altagracia
La basílica de Higüey, de nom oficial basílica catedral Nuestra Senyora de la Altagracia, és un modern santuari catòlic que està situat a la ciutat de Salvaleón de Higüey, o simplement Higüey, a la República Dominicana. És la catedral de la diòcesi de Nuestra Señora de la Altagracia a Higüey i un dels santuaris més concorreguts del Carib.
La advocación procedeix possiblement del poble espanyol de Garrovillas de Alconétar (Càceres), encara que s'apunta també el de Siruela (Badajoz). Ambdues poblacions tenen a la Verge d'Altagracia com a patrona i sengles ermites dedicades a ella. Una altra dada que apunta a la regió extremenya és que Nicolás de Ovando va néixer en Brozas (distant 10 quilòmetres de Garrovillas) i a més va exercir el càrrec de comendador de Lares (distant 11 quilòmetres de Siruela) abans d'arribar a l'Espanyola com a governador de les Índies l'any 1502.

## Història
L'obra de la basílica de Higüey o de La nostra Senyora de la Altagracia, va ser construïda pels arquitectes francesos André-Jacques Dunoyer de Segonzac i Pierre Dupré, els quals van ser triats a través d'un concurs internacional anunciat en 1947, però es va dur a terme en 1949, en la qual va ser triada la proposta dels arquitectes ja esmentats.
La Basílica va ser construïda per reemplaçar un antic santuari, on va aparèixer La Altagracia, el qual datava de 1572. La Basílica es va començar a construir en 1954, per ordres del primer Bisbe de Higüey, Monsenyor Juan Félix Pepén, i la construcció va durar 17 anys.

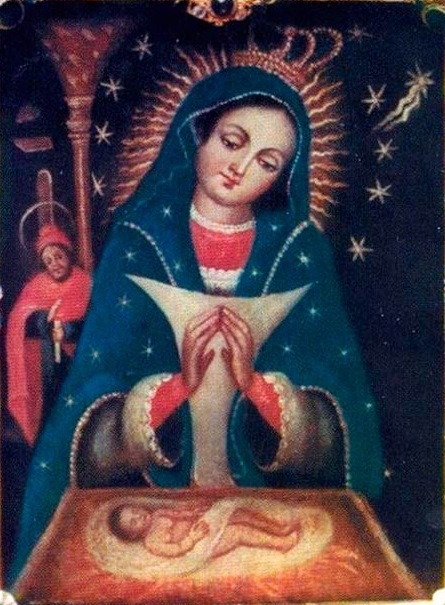
Nuestra Señora de la Altagracia.

El 21 de gener de 1971 fou inaugurada l'actual Basílica, a càrrec del llavors President Dr. Joaquín Balaguer. El 12 d'octubre del mateix any, fou declarada com a Monument Dominicà, i el 17 d'octubre del mateix any el Papa Pau VI la declarava com a Basílica Menor. Dos anys després, el 15 d'agost de 1973 es convertí en Catedral de la Diòcesi de La nostra Senyora de la Altagracia a Higüey, per mandat apostòlic.
La Basílica va ser construïda al centre de la ciutat, amb una estructura en forma de creu llatina, la porta principal està feta de bronze amb un bany d'or de 24 quirats, a més té un campanar de 45 campanes de bronze. El detall més notable de la seva arquitectura són els arcs allargats, que representen la figura de La nostra Senyora de la Altagracia amb les seves mans en actitud d'oració. En el topall de l'arc més alt hi havia originalment una creu, que presumiblement va ser arrencada per l'huracà David.
Des de Roma, la Basílica va ser beneïda pel mateix Papa Joan Pau II i el 12 d'octubre de 1992, en la seva segona visita al país, el papa Joan Pau II va coronar personalment a la imatge de la Altagracia amb una diadema de plata sobredaurada, i també va aprofitar l'oportunitat per beneir personalment la Basílica i a tot el poble de República Dominicana.
Avui dia, és un dels santuaris o temples religiosos del país i de Llatinoamèrica més visitat, no solament pels habitants del país, sinó també per molts estrangers. En la Basílica es troba la imatge de l'Altagracia, la qual va ser la primera evangelitzadora d'Amèrica i el Nou Món.